# Clube Desportivo das Aves
Maillots
Le Clube Desportivo das Aves est un club de football portugais fondé en 1930. 
Basé à Vila das Aves, le club évolue actuellement en 2eme division du championnat de Porto, soit la 7ème division portugaise.

## Historique
Le club passe 4 saisons en Primeira Liga (1re division). 
Il obtient son meilleur résultat en D1 lors de la saison 1985-1986, où il se classe 13e du championnat, avec 7 victoires, 8 matchs nuls et 15 défaites.
Lors de la saison 1993-1994, le club, qui évolue en deuxième division, réussit la performance d'atteindre les quarts de finale de la Coupe du Portugal (défaite 6-0 face au FC Porto).
Lors de la saison 2017-2018, le club remporte la Coupe du Portugal en battant le Sporting C.P. sur le score de deux buts à un.
En 2020, le club termine à la dernière place de la première division, il sera rétrogradé administrativement en troisième division. Après ne pas s'être présenté lors des trois premières journées de Campeonato de Portugal, il sera exclu du championnat. Le 8 octobre 2020, le club se refonde sous le nom Clube Desportivo das Aves 1930 et démarre en deuxième division du district de Porto.

## Palmarès
- Coupe du Portugal :
  - Vainqueur : 2018

- Supercoupe du Portugal :
  - Finaliste : 2018

- Championnat du Portugal de troisième division :
  - Champion : 1985

## Personnalités du club

### Anciens joueurs
- Jorge Duarte
- Rui Lima

## Bilan saison par saison
|           | I   | II  | III   | IV  | V   |
| 1969-1970 |     |     | 9     |     |     |
| ...       | ... | ... | ...   | ... | ... |
| 1985-1986 | 13  |     |       |     |     |
| ...       | ... | ... | ...   | ... | ... |
| 1990-1991 |     | 12  |       |     |     |
| 1991-1992 |     | 9   |       |     |     |
| 1992-1993 |     | 9   |       |     |     |
| 1993-1994 |     | 10  |       |     |     |
| 1994-1995 |     | 15  |       |     |     |
| 1995-1996 |     | 4   |       |     |     |
| 1996-1997 |     | 8   |       |     |     |
| 1997-1998 |     | 15  |       |     |     |
| 1998-1999 |     | 4   |       |     |     |
| 1999-2000 |     | 3   |       |     |     |
| 2000-2001 | 17  |     |       |     |     |
| 2001-2002 |     | 7   |       |     |     |
| 2002-2003 |     | 6   |       |     |     |
| 2003-2004 |     | 7   |       |     |     |
| 2004-2005 |     | 5   |       |     |     |
| 2005-2006 |     | 2   |       |     |     |
| 2006-2007 | 16  |     |       |     |     |
| 2007-2008 |     | 8   |       |     |     |
| 2008-2009 |     | 11  |       |     |     |
| 2009-2010 |     | 9   |       |     |     |
| 2010-2011 |     | 8   |       |     |     |
| 2011-2012 |     | 3   |       |     |     |
| 2012-2013 |     | 5   |       |     |     |
| 2013-2014 |     | 4   |       |     |     |
| 2014-2015 |     | 19  |       |     |     |
| 2015-2016 |     | 8   |       |     |     |
| 2016-2017 |     | 2   |       |     |     |
| 2017-2018 | 13  | -   |       |     |     |
| 2018-2019 | 14  | -   |       |     |     |
| 2019-2020 | 18  | -   |       |     |     |
| 2020-2021 |     | -   | exclu |     |     |